# Conquest (single)
Conquest is een nummer, geschreven door Corky Robbins en in de jaren 50 bekendgemaakt door Patti Page. In 2007 werd het nummer gecoverd door The White Stripes.

## Versie van The White Stripes
"Conquest" is de derde single van het album Icky Thump van The White Stripes. Het werd een nummer 1-hit in de Kink 40 van Kink FM. In zowel de UK Singles Chart als de U.S. Modern Rock Tracks behaalde het de 30e positie.
De releases van de single waren in de Verenigde Staten op 18 december 2007 en in het Verenigd Koninkrijk op 31 december 2007.
In de door Diane Martel gemaakte videoclip van het nummer valt een theatraal stierenvechtspektakel te zien. Jack White, zanger van The White Stripes, speelt de stierenvechter en heeft moeite met het vermoorden van de stier.

## Tracks

### 7" one (zwart vinyl)
- A: "Conquest" - 2:48
- B: "It's My Fault for Being Famous" - 2:56

### 7" two (wit vinyl)
- A: "Conquest" - 2:48
- B: "Honey, We Can't Afford to Look This Cheap" - 3:54

### 7" three (rood vinyl)
- A: "Conquest" (Acoustic Mariachi Version) - 2:55
- B: "Cash Grab Complications on the Matter" - 3:37

### Digitale maxi-single (alleen U.S.)
1. "Conquest" - 2:48
2. "It's My Fault for Being Famous" - 2:56
3. "Cash Grab Complications on the Matter" - 3:37
4. "Honey, We Can't Afford to Look This Cheap" - 3:54
5. "Conquest" (Akoestische Mariachi versie) - 2:55

### AU iTunes single
1. "Conquest" - 2:51
2. "Conquest" (Akoestische Mariachi versie) - 2:47